# Savignac (Gironde)
 Savignac  egy francia település Gironde megyében az Aquitania régióban. Lakosainak száma 646 fő (2022. január 1.).

## Adminisztráció
Polgármesterek:
- 2008–2020 Patrick Monto

## Demográfia
| Lakosok száma | 586  | 437  | 464  | 507  | 620  | 635  | 633  | 626  | 630  | 646  |
|               | 1968 | 1982 | 1990 | 2006 | 2013 | 2015 | 2017 | 2019 | 2020 | 2022 |

## Látnivalók
- Saint-Roch templom

### Galéria

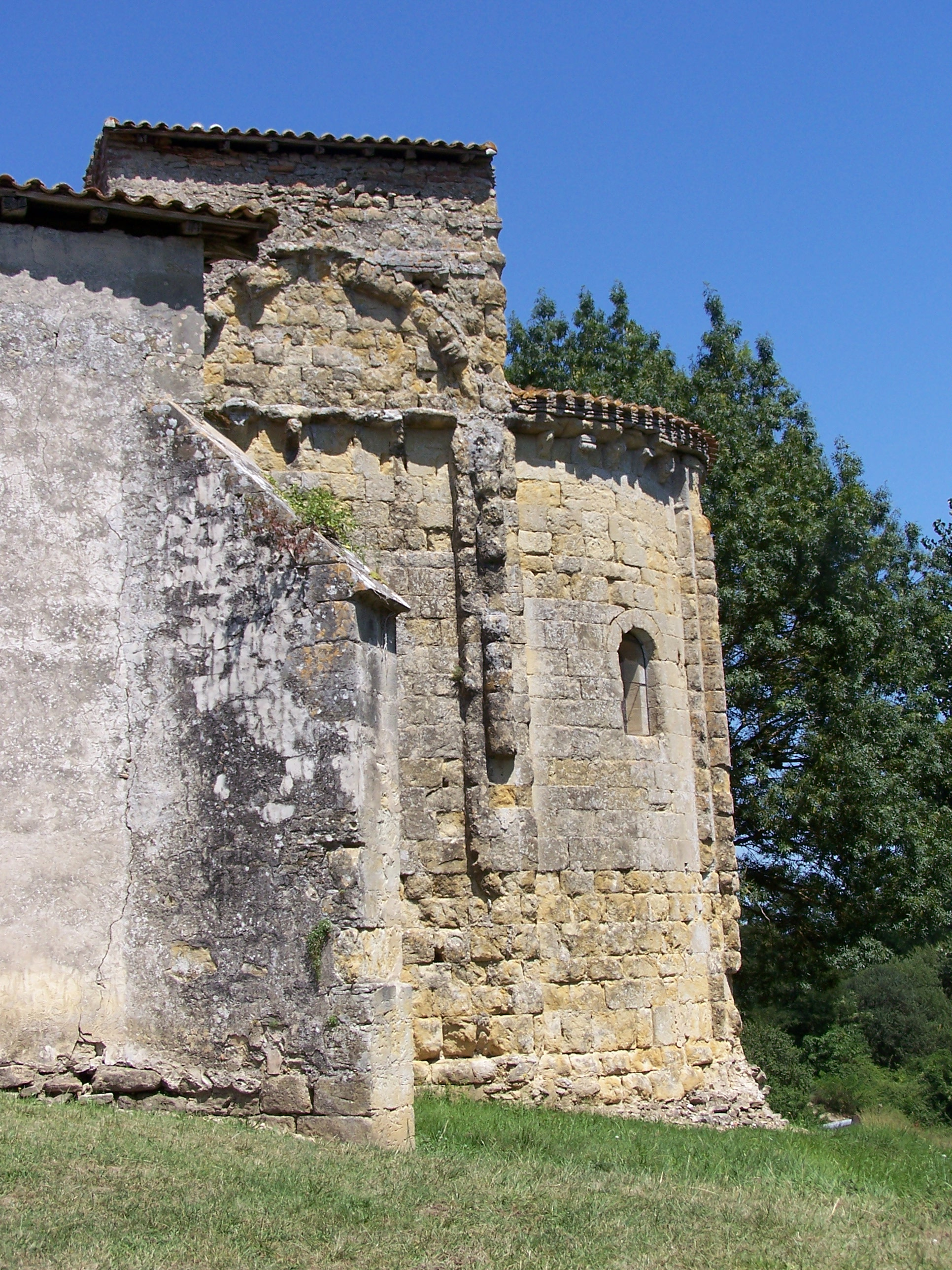
Saint-Roch templom
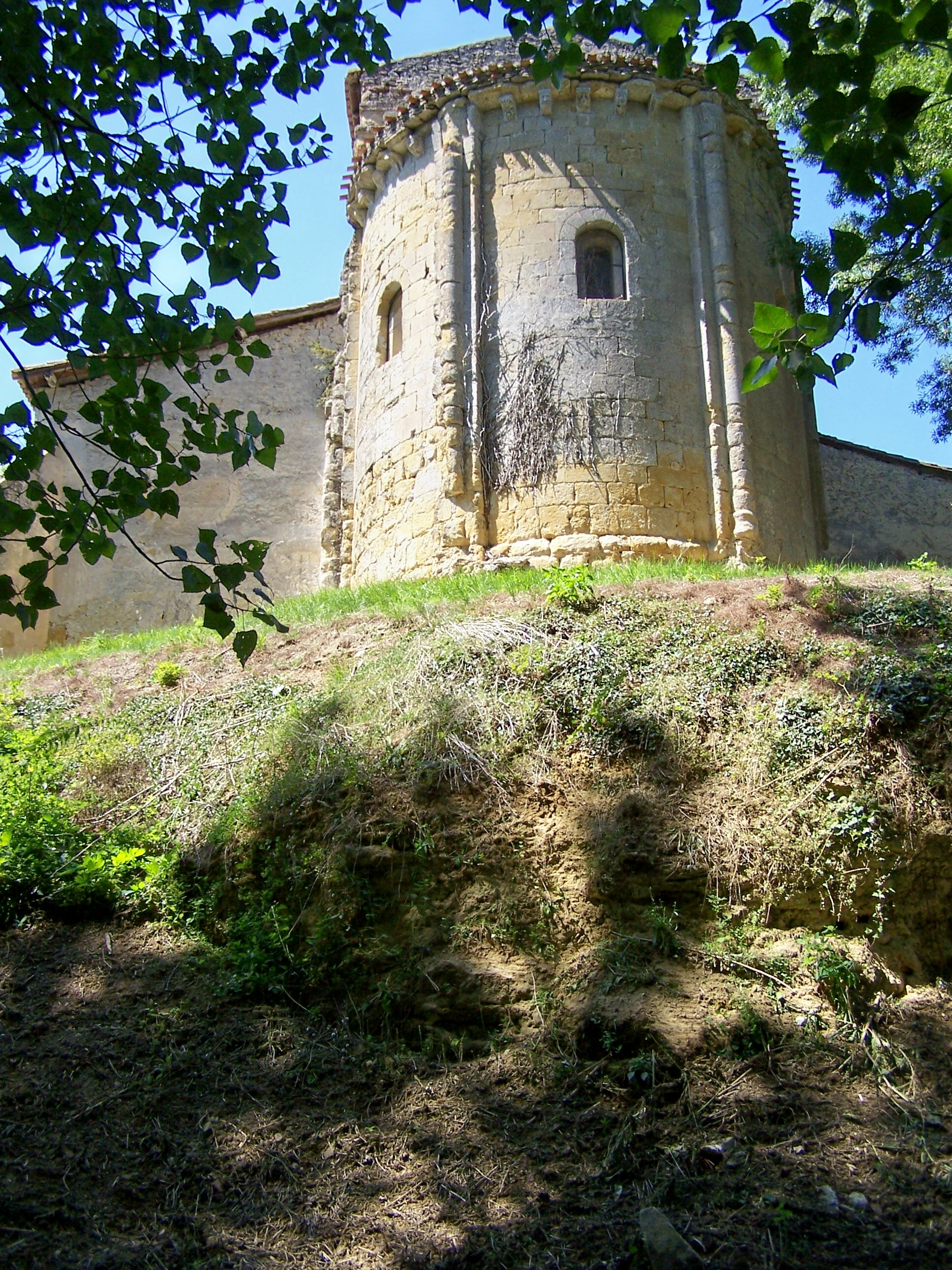
Saint-Roch templom
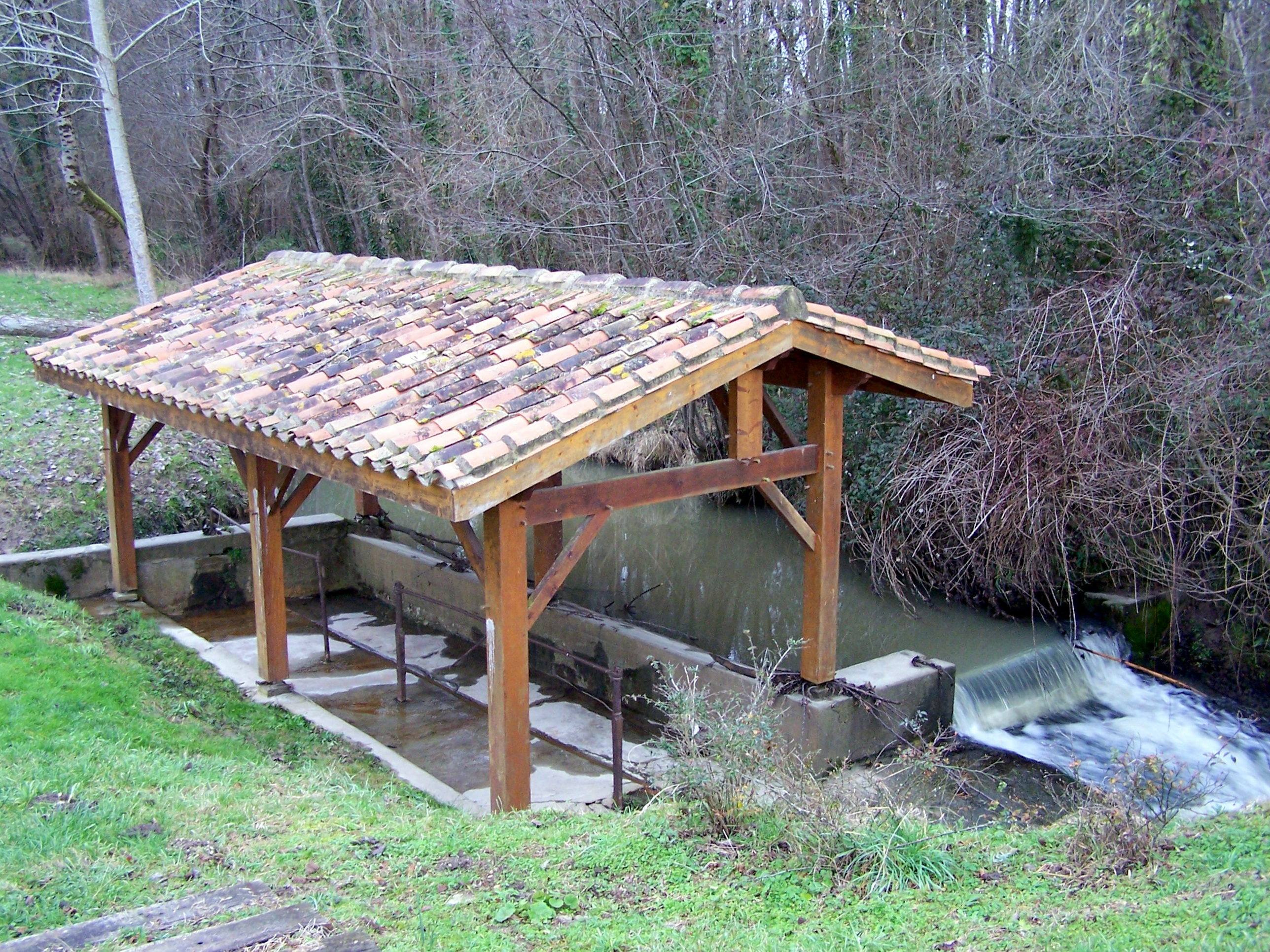
LMosoda
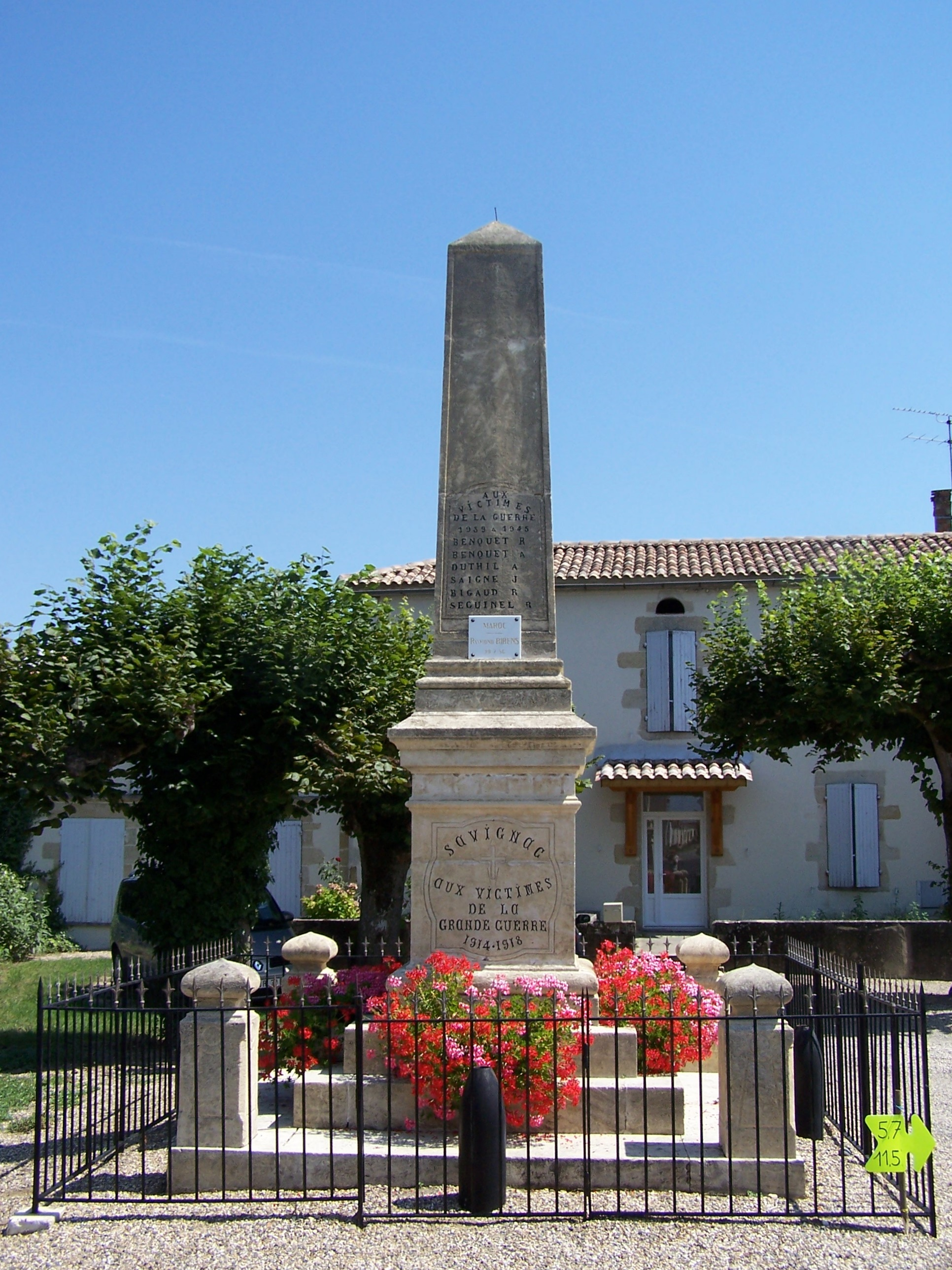
Emlékmű